# Index Translationum
L'Index Translationum è un indice delle opere tradotte in tutto il mondo, risultando quindi simile a una sorta di bibliografia internazionale delle traduzioni.
La banca dati contiene opere di tutte le discipline: letteratura, scienza sociale, scienze naturali, arte, storia, ecc. È consultabile e accessibile secondo diversi criteri, quali l'autore, l'editore, la nazione o la lingua di traduzione.

## Storia
L'indice fu creato nel 1932 dalla Società delle Nazioni, che fu sostituita dall'attuale Organizzazione delle Nazioni Unite (ONU) nel 1946, anno in cui l'indice passò sotto la gestione dell'agenzia ONU dell'UNESCO.
Fu completamente informatizzato sin dal 1979 e da allora è costantemente aggiornato, all'incirca tre volte l'anno. L'indice dei titoli tradotti prima del 1979 è reperibile nelle diverse biblioteche nazionali che aderiscono all'iniziativa, o nella biblioteca dell'UNESCO a Parigi.
Il repertorio raccolto si rivela utile sotto diversi aspetti: per conoscere i titoli già tradotti nelle diverse lingue, per valutare gli scambi culturali tra Paese e Paese, per conoscere la popolarità di un autore e quanto esso sia stato tradotto nei diversi Paesi.
Il database non raccoglie comunque né dati di vendita, né articoli di periodici o presentazioni.

## Statistiche
Questa la classifica dei 50 autori più tradotti, per numero totale di titoli:
1. Agatha Christie
2. Jules Verne
3. William Shakespeare
4. Enid Blyton
5. Barbara Cartland
6. Danielle Steel
7. Lenin
8. Hans Christian Andersen
9. Stephen King
10. Jacob Grimm
11. Wilhelm Grimm
12. Nora Roberts
13. Alexandre Dumas (padre)
14. Arthur Conan Doyle
15. Mark Twain
16. Fëdor Dostoevskij
17. Georges Simenon
18. Astrid Lindgren
19. Giovanni Paolo II
20. René Goscinny
21. Robert Lawrence Stine
22. Jack London
23. Lev Nikolaevič Tolstoj
24. Isaac Asimov
25. Charles Dickens
26. Robert Louis Stevenson
27. Rudolf Steiner
28. Oscar Wilde
29. Sidney Sheldon
30. Victoria Holt
31. Karl Marx
32. Honoré de Balzac
33. Ernest Hemingway
34. Robert Ludlum
35. Hermann Hesse
36. Franz Kafka
37. Dean R. Koontz
38. Friedrich Nietzsche
39. Rajanīśa
40. Mary Higgins Clark
41. Platone
42. Anton Čechov
43. John Ronald Reuel Tolkien
44. Edgar Allan Poe
45. Rudyard Kipling
46. Charles Perrault
47. Roald Dahl
48. Johann Wolfgang von Goethe
49. Gabriel García Márquez